# Сотера (балка)
Соте́ра (укр. Сотера, крымскотат. Sotera, Сотера) — балка на юго-восточном берегу Крыма в 18 км к востоку от Алушты. Известна тем, что в ней находится памятник природы «Каменные грибы». Когда-то их «шляпки» — плиты конгломерата — лежали на поверхности. Потоки воды постепенно размывали грунт, обтекая «ножки» грибов и, таким образом, два из них достигли высоты 5—7 метров. Неподалёку от «грибов» расположен водопад Гейзер.
По балке протекает одноимённая река. В левом борту балки, под водопадом Джурла, находится вход в одноимённую ему пещеру.
Название балки связано с тем, что в устье балки Сотера располагался средневековый христианский храм Христа Спасителя (по-гречески Сотер — «Спаситель»)
Здесь, в километре от берега, профессор Н. А. Головкинский в 1893 году обнаружил остатки мамонта.
С гор по низменности балки стекают талые воды и, возможно, подземные воды. Этот поток называется «ручейком». Вода в нём имеет мыльный вкус из-за того, что дно его составляют такие горные породы, как аргилиты и алевролиты. Они сами по себе имеют «мыльный» вкус. Проблемой для туристов в данной местности является отсутствие старого леса, то есть «проблема дров».
Ближайший населенный пункт — село Солнечногорское. Оно расположено на востоке относительно мыса в 30 минутах ходьбы по пляжу или 6 км по трассе.